# Waltraut Schälike
Waltraut Fritzewna Schälike (russisch Вальтраут Фрицевна Шелике; * 20. Januar 1927 in Berlin; † 14. Mai 2021 in Moskau) war eine deutsche Historikerin und Marxforscherin in Moskau.

## Leben
Waltraut Schälikes Vater Fritz Schälike war der Gründer und Leiter des bis 1931 in Berlin ansässigen Komintern-Verlages Verlag der Jugendinternationale. Als Vierjährige zog sie mit ihrer Familie nach Moskau. Von 1931 bis 1949 lebte Waltraut Schälike im Hotel Lux. Sie besuchte in den 1930er Jahren eine Schule, in der viele Kinder der sowjetischen Nomenklatura lernten. Auf dieser Schule lernte auch Swetlana Stalina, mit der Waltraut Schälike später an der Moskauer Universität in der gleichen Studentengruppe Geschichte studierte. Durch das Leben im Hotel Lux lernte sie viele führende Funktionäre der Kommunistischen Internationale kennen, dazu Emigranten wie Erich Wendt und Friedrich Wolf, mit dessen Kindern Mischa und Konrad sie befreundet war. Sie erlebte dabei auch die Zeit des Großen Terrors, dem sehr viele deutsche Exil-Kommunisten zum Opfer fielen. Die Zeit während des Krieges verbrachte sie in einem Kinderheim der Komintern.
Ihr Vater kehrte 1945, ihre Mutter und Brüder 1946 zurück nach Berlin. Fritz Schälike war dort von 1946 bis 1962 Leiter des Dietz-Verlages. Waltraut Schälike blieb in Moskau, weil sie unbedingt ihr Studium an der historischen Fakultät der Lomonossow-Universität fortführen wollte und sie davon ausging, dass sie die gewünschte Ausbildung in Deutschland nicht bekommen würde. Allerdings wurde sie aus der Uni und aus dem Komsomol wegen Skeptizismus ausgeschlossen. Nach einer Intervention von Stalins Tochter durfte sie weiter studieren. In den Komsomol wurde sie nie wieder aufgenommen und sie durfte auch nicht Mitglied der KPdSU werden. Aus einer Trotzreaktion heraus bewarb sie sich für einen Komsomoleinsatz in der Kirgisischen SSR. In Frunse unterrichtete sie Geschichte und begann ihre Marxforschungen. Sie promovierte 1959 mit dem Thema „Märzkämpfe 1919 in Berlin“. Ab 1989 lebte sie wieder in Moskau und war dort bis zu ihrer Pensionierung fünf Jahre lang als Lektorin der Literaturabteilung bei der deutschsprachigen Zeitung Neues Leben tätig.

## Schriften mit deutschsprachigen Ausgaben
- Ich wollte keine Deutsche sein: Berlin-Wedding – Hotel Lux; herausgegeben von Frank Preiß, aus dem Russischen übersetzt von Karl Harms, Frank Preiß, Ruth Stoljarowa, Karl Dietz Verlag: Berlin 2006, ISBN 3-320-02082-X
- Für eine menschliche Gesellschaft! Der Marxismus – Irrlicht oder ganzheitliche Theorie? online (pdf, 327 kB)